# Rhäzüns
Rhäzüns (rm. Razén) – miejscowość i gmina w Szwajcarii, w kantonie Gryzonia, w regionie Imboden. Pod względem powierzchni jest najmniejszą gminą w regionie.

## Demografia
W Rhäzüns mieszka 1 611 osób. W 2020 roku 20,7% populacji gminy stanowiły osoby urodzone poza Szwajcarią. 

## Transport
Przez teren gminy przebiega droga główna nr 13.